# Hemicypris pellucida
Hemicypris pellucida är en kräftdjursart som först beskrevs av Sharpe 1897.  Hemicypris pellucida ingår i släktet Hemicypris och familjen Cyprididae. Inga underarter finns listade i Catalogue of Life.